# Лессинг, Кристиан Фридрих
Кри́стиан Фри́дрих Ле́ссинг (нем. Christian Friedrich Lessing, 10 августа 1809 — 1862) — немецкий ботаник, миколог, врач, доктор медицинских наук, золотопромышленник.
Внучатый племянник Готхольда Эфраима Лессинга (1729—1781), основоположника немецкой классической литературы.

## Биография
Кристиан Фридрих Лессинг родился в прусском городе Польниш-Вартенберг (современный Сыцув в Польше) 10 августа 1809 года. Он был братом Карла Фридриха Лессинга (1808—1880). Их дядей был Готхольд Эфраим Лессинг (1729—1781).
После окончания учёбы в Берлине на основании диссертации De generibus Cynarocephalarum atque de speciebus generis Asctotidis в 1832 году Кристиан Фридрих Лессинг стал доктором медицинских наук.
Лессинг внёс значительный вклад в ботанику, описав множество видов растений.
Кристиан Фридрих Лессинг умер в Красноярске в Сибири в 1862 году.

## Научная деятельность
Кристиан Фридрих Лессинг специализировался на водорослях, семенных растениях и на микологии.

## Научные работы
- De generibus Cynarocephalarum atque de speciebus generis Asctotidis: Dissertatio inauguralis botanica. — Berolini: Trowitzschius et Filius, 1832.
- Synopsis generum Compositarum earumque dispositionis novae tentamen, monographiis multarum capensium interjectis. — Berolini: sumtibus Dunckeri et Humblotii, 1832.
- Reise durch Norwegen nach den Loffoden durch Lappland und Schweden: Nebst einem botanisch-geographischen Anhange und einer Karte. — Berlin: Mylius, 1831.

## Почести
Род растений Lessingia Cham. семейства Астровые был назван в его честь.